# Sematophyllum bottinii
Sematophyllum bottinii là một loài Rêu trong họ Sematophyllaceae. Loài này được (Breidl.) Podp. miêu tả khoa học đầu tiên năm 1954.